# سیارک ۴۸۷۳
سیارک ۴۸۷۳ (به انگلیسی: 4873 Fukaya، نامگذاری:1990EC) چهار هزار و هشتصد و هفتاد و سومین سیارک کشف شده‌است که در ۴ مارس ۱۹۹۰ کشف شد.
قدر مطلق سیارک برابر ۱۱٫۸۰ است.